# Ручьёвский сельский совет
Ручьёвский сельский совет (укр. Руч'ївська сільська рада, крымскотат. Nemse Köp Qarı  köy şurası) — согласно законодательству Украины — административно-территориальная единица в Раздольненском районе Автономной Республики Крым.
Население по переписи 2001 года — 2734 человека.
К 2014 году состоял из 6 сёл:
- Ручьи
- Камышное
- Коммунарное
- Максимовка
- Огородное
- Фёдоровка

## История
Сельсовет был образован, как Атай Немецкий, в составе Бакальского района в начале 1920-х годов. 11 октября 1923 года, согласно постановлению ВЦИК, в административное деление Крымской АССР были внесены изменения, в результате которых Бакальский район был упразднён и село вошло в состав Евпаторийского района. Согласно Списку населённых пунктов Крымской АССР по Всесоюзной переписи 17 декабря 1926 года в состав Атайского сельсовета входило 5 населённых пунктов с населением 658 человек:
Постановлением ВЦИК РСФСР от 30 октября 1930 года был создан Ишуньский район, уже как национальный украинский и совет включили в его состав. После создания в 1935 году Ак-Шеихского района (переименованного в 1944 году в Раздольненский) — в состав нового.
Указом Президиума от 21 августа 1945 года и Атайский сельсовет был переименован в Максимовский. С 25 июня 1946 года сельсовет в составе Крымской области РСФСР. 24 декабря 1952 года Максимовский преобразован в Ручьёвский сельский совет. 26 апреля 1954 года Крымская область была передана из состава РСФСР в состав УССР. На 15 июня 1960 года сельсовет уже имел современный состав.
Указом Президиума Верховного Совета УССР «Об укрупнении сельских районов Крымской области», от 30 декабря 1962 года Раздольненский район упразднили и совет присоединили к Черноморскому. 1 января 1965 года, указом Президиума ВС УССР «О внесении изменений в административное районирование УССР — по Крымской области», был восстановлен Раздольненский район и сельсовет вновь в его составе.
С 12 февраля 1991 года сельсовет в восстановленной Крымской АССР, 26 февраля 1992 года переименованной в Автономную Республику Крым. По Всеукраинской переписи 2001 года население совета составило 2734 человека. С 21 марта 2014 года в составе Крыма аннексирован Россией. Законом «Об установлении границ муниципальных образований и статусе муниципальных образований в Республике Крым» от 4 июня 2014 года территория административной единицы была объявлена муниципальным образованием со статусом сельского поселения.